# Palliolum tigerinum
Palliolum tigerinum är en musselart som först beskrevs av O. F. Mueller 1776.  Palliolum tigerinum ingår i släktet Palliolum och familjen kammusslor. Arten är reproducerande i Sverige. Inga underarter finns listade i Catalogue of Life.